# Dorothy Gaters
Dorothy Gaters (Chicago, 1946) è un'allenatrice di pallacanestro statunitense.

## Carriera
Fa parte della Women's Basketball Hall of Fame dal 2000. Ha allenato per 29 anni la squadra femminile della Marshall High School di Chicago, la più vincente di sempre dell'Illinois. Ha vinto 22 campionati cittadini e 7 statali. Ha allenato anche la nazionale olimpica statunitense ed è stata nominata tra le cento donne più importanti di Chicago.